# Anioły i demony (powieść)
Anioły i demony (ang. Angels & Demons) – druga powieść Dana Browna wydana w 2000 roku. Jest to pierwsza z pięciu książek, w której pojawił się główny bohater Robert Langdon.

## Opis fabuły
Głównym bohaterem jest Robert Langdon, profesor historii sztuki, który zostaje wezwany do ośrodka badań jądrowych CERN w Genewie, by rozpoznać tajemniczy rysunek wypalony na ciele zamordowanego fizyka. Rozpoznaje w nim symbol bractwa Iluminatów – nieistniejącej od ponad pół wieku organizacji walczącej z Kościołem katolickim. Okazuje się, że ci, którzy przetrwali prześladowania, nakazali przyszłym pokoleniom prowadzenie dalszej walki. Celem ma być Watykan, w którego podziemiach znajduje się niemożliwa do rozbrojenia bomba – skradziony z CERN-u pojemnik z antymaterią. Langdon i Vittoria, córka zamordowanego fizyka, próbują zapobiec tragedii. Szukają wskazówek w zapomnianym dziele Galileusza, próbując odnaleźć drogę do siedziby terrorystów. W trakcie rozwoju akcji wychodzi na jaw, że śmierć papieża, która miała miejsce piętnaście dni wcześniej, jest również wynikiem działalności Iluminatów. Oficjalna wersja brzmiała, iż zmarł on na udar mózgu w trakcie snu.
W książce po raz pierwszy na taką skalę pojawiają się ambigramy – symetryczne rysunki, które według Browna symbolizują wiarę Galileusza w dualizm i symetrię. Miał je stworzyć Gianlorenzo Bernini

## Fabuła a historia
Brown w Aniołach i demonach zawiera wiele kontrowersyjnych hipotez. Jedna z nich głosi, że Iluminaci działali już w XVI wieku, a ich przywódcą miał być sam Galileo Galilei. Iluminaci mieli prowadzić rekrutację nowych członków w tajemnicy przed Kościołem, za pośrednictwem "Diagramma della Verita" – dzieła Galileusza, rzekomo wydanego w czasie jego pobytu w areszcie. Po odnalezieniu w niej wskazówki wkraczało się na tzw. "ścieżkę oświecenia", która była usytuowana w Rzymie – kolejne jej etapy zwane były "Ołtarzami nauki" i były poświęcone jednemu z czterech żywiołów – ostatni, piąty etap, miał znajdować się w Zamku Świętego Anioła, który połączony jest z Watykanem tajnym korytarzem Pasetto.

## Bohaterowie
- Robert Langdon
- Vittoria Vetra
- Kamerling Carlo Ventresca
- Asasyn
- Maximilian Kohler
- Leonardo Vetra
- Kardynał Saverio Mortati
- Komendant Olivetti
- Kapitan Rocher
- Gunther Glick i Chinita Macri
- Porucznik Chartrand

## Reakcja
Powieść odniosła olbrzymi sukces i przyczyniła się znacznie do wzrostu napływu turystów do Rzymu, chcących odwiedzić wymienione w niej kościoły.
Książka nie przedstawia Kościoła w tak niekorzystnym świetle jak Kod Leonarda da Vinci, toteż bojkotowano dopiero kolejną książkę. Mimo to Watykan nie zgodził się, by ekipa kręcąca ekranizację Aniołów filmowała na terenie tego państwa – m.in. dlatego, że nie chciano, by ktoś kojarzył Państwo Kościelne z serią brutalnych morderstw.